# Scottish FA Cup 1962/63
Der Scottish FA Cup wurde 1962/63 zum 78. Mal ausgespielt. Der wichtigste Fußball-Pokalwettbewerb im schottischen Vereinsfußball wurde vom Schottischen Fußballverband geleitet und ausgetragen. Er begann am 12. Januar 1963 und endete mit dem Wiederholungsfinale am 15. Mai 1963 im Hampden Park von Glasgow. Als Titelverteidiger starteten die Glasgow Rangers in den Wettbewerb, die sich im Jahr zuvor den Titel im Finale gegen den FC St. Mirren sichern konnten. Im diesjährigen Endspiel um den Schottischen Pokal standen sich die Glasgow Rangers und Celtic Glasgow im Old Firm gegenüber. Es war das insgesamt 6. Finalderby der beiden Vereine seit den vorangegangenen Endspielen in den Jahren 1894, 1899, 1904, 1909 und 1928. Die Rangers gewannen nach einem 1:1 im ersten Endspiel das Wiederholungsfinale mit 3:0, und holten damit den insgesamt 17. Scottish FA Cup seit deren ersten Sieg im Jahr 1894. Celtic gewann letztmals bei der Austragung im Jahr 1904 ein Endspiel gegen die Rangers. Nachdem Celtic von 1925 bis 1962 alleiniger Rekordsieger des Wettbewerbs war, glichen die Rangers den Erzrivalen mit diesem Erfolg aus. Trotz Zuschauerzahlen im Finale von jeweils über 120.000 wurden die Rekordbesuche des Hampden Park aus dem Jahr 1937 von 149.415 und 146.433 nicht erreicht. In der Saison 1962/63 gewannen Rangers zudem die schottische Meisterschaft. Im Ligapokal konnte keine der beiden Mannschaften aus Glasgow den Titel gewinnen. Als Meister nahmen die Rangers in der folgenden Saison am Europapokal der Landesmeister teil und schieden in der Vorrunde gegen den späteren Finalisten Real Madrid aus. Als unterlegener Pokalfinalist nahmen die Bhoys in Green am Wettbewerb des Europapokal der Pokalsieger teil und erreichten dabei das Halbfinale, in dem sie gegen MTK Budapest verloren.

## 1. Runde
Ausgetragen wurden die Begegnungen zwischen dem am 12. Januar 1963 und 11. März 1963. 
|                         | Ergebnis |                         |
| ----------------------- | -------- | ----------------------- |
| FC Arbroath             | 2:0      | FC Dumbarton            |
| FC East Fife            | 5:0      | University of Edinburgh |
| Forfar Athletic         | 1:3      | Heart of Midlothian     |
| FC Inverness Caledonian | 1:5      | FC Dundee               |
| FC Inverness Thistle    | 0:2      | Queen of the South      |
| Raith Rovers            | 2:0      | Eyemouth United         |
| Gala Fairydean Rovers   | 4:0      | FC Keith                |
| Dundee United           | 3:0      | Albion Rovers           |
| FC East Stirlingshire   | 2:0      | Stirling Albion         |
| FC Falkirk              | 0:2      | Celtic Glasgow          |
| Partick Thistle         | 3:2      | Greenock Morton         |
| FC St. Johnstone        | 1:0      | FC Stenhousemuir        |
| Airdrieonians FC        | 3:0      | FC Stranraer            |

## 2. Runde
Ausgetragen wurden die Begegnungen zwischen dem 26. Januar und 13. März 1963. Die Wiederholungsspiele fanden zwischen dem 30. Januar und 14. März 1963 statt. 
|                       | Ergebnis |                      |
| --------------------- | -------- | -------------------- |
| Berwick Rangers       | 1:3      | FC St. Mirren        |
| Brechin City          | 0:2      | Hibernian Edinburgh  |
| Gala Fairydean Rovers | 1:1      | FC Duns              |
| Hamilton Academical   | 1:1      | Nairn County         |
| FC Kilmarnock         | 0:0      | Queen of the South   |
| FC Queen’s Park       | 5:1      | Alloa Athletic       |
| Raith Rovers          | 3:2      | FC Clyde             |
| Ayr United            | 1:2      | Dundee United        |
| FC Dundee             | 8:0      | FC Montrose          |
| FC East Fife          | 1:1      | Third Lanark         |
| Partick Thistle       | 1:1      | FC Arbroath          |
| Celtic Glasgow        | 3:1      | Heart of Midlothian  |
| FC East Stirlingshire | 1:0      | FC Motherwell        |
| FC Cowdenbeath        | 2:3      | Dunfermline Athletic |
| Airdrieonians FC      | 0:6      | Glasgow Rangers      |
| FC St. Johnstone      | 1:2      | FC Aberdeen          |

### Wiederholungsspiele
|                    | Ergebnis  |                       |
| ------------------ | --------- | --------------------- |
| Nairn County       | 1:2       | Hamilton Academical   |
| Third Lanark       | 2:0 n. V. | FC East Fife          |
| FC Duns            | 1:2       | Gala Fairydean Rovers |
| Queen of the South | 1:0       | FC Kilmarnock         |
| FC Arbroath        | 2:2 n. V. | Partick Thistle       |

### 2. Wiederholungsspiel
|             | Ergebnis |                 |
| ----------- | -------- | --------------- |
| FC Arbroath | *3:2 *   | Partick Thistle |

## Achtelfinale
Ausgetragen wurden die Begegnungen zwischen dem 11. März und 20. März 1963. Die Wiederholungsspiele fanden am 20. und 22. März 1963 statt.
|                    | Ergebnis |                       |
| ------------------ | -------- | --------------------- |
| FC Queen’s Park    | 1:1      | Dundee United         |
| Celtic Glasgow     | 6:0      | Gala Fairydean Rovers |
| Third Lanark       | 0:1      | Raith Rovers          |
| FC Dundee          | 1:0      | Hibernian Edinburgh   |
| FC St. Mirren      | 1:1      | Partick Thistle       |
| FC Aberdeen        | 4:0      | Dunfermline Athletic  |
| Queen of the South | 3:0      | Hamilton Academical   |
| Glasgow Rangers    | 7:2      | FC East Stirlingshire |

### Wiederholungsspiele
|                 | Ergebnis |                 |
| --------------- | -------- | --------------- |
| Dundee United   | 3:1      | FC Queen’s Park |
| Partick Thistle | 0:1      | FC St. Mirren   |

## Viertelfinale
Ausgetragen wurden die Begegnungen am 29. und 30. März 1963. Die Wiederholungsspiele fanden am 3. und 8. April 1963 statt.
|               | Ergebnis |                    |
| ------------- | -------- | ------------------ |
| Dundee United | 1:1      | Queen of the South |
| Dundee        | 1:1      | Glasgow Rangers    |
| Raith Rovers  | 2:1      | FC Aberdeen        |
| FC St. Mirren | 0:1      | Celtic Glasgow     |

### Wiederholungsspiele
|                    | Ergebnis  |               |
| ------------------ | --------- | ------------- |
| Queen of the South | 1:1 n. V. | Dundee United |
| Glasgow Rangers    | 3:2       | FC Dundee     |

### 2. Wiederholungsspiel
|               | Ergebnis |                    |
| ------------- | -------- | ------------------ |
| Dundee United | *4:0 *   | Queen of the South |

## Halbfinale
Ausgetragen wurden die Begegnungen am 13. April 1963.
|                 | Ergebnis |               |
| --------------- | -------- | ------------- |
| Celtic Glasgow  | *5:2 *   | Raith Rovers  |
| Glasgow Rangers | **5:2 *  | Dundee United |

## Finale
| Glasgow Rangers                       | Glasgow Rangers | Celtic Glasgow | Celtic Glasgow |
| ------------------------------------- | --- | --- | -------------- |
| Glasgow Rangers                       | \| Finale \| \| 4. Mai 1963 in Glasgow (Hampden Park) \| \| Ergebnis: 1:1 (1:1) \| \| Zuschauer: 129.527 \| \| Schiedsrichter: Tiny Wharton \| \| Spielbericht \|                        | \| Finale \| \| 4. Mai 1963 in Glasgow (Hampden Park) \| \| Ergebnis: 1:1 (1:1) \| \| Zuschauer: 129.527 \| \| Schiedsrichter: Tiny Wharton \| \| Spielbericht \|                        | Celtic Glasgow |
| Glasgow Rangers                       | Billy Ritchie – Bobby Shearer, David Provan, John Greig, Ronnie McKinnon – Jim Baxter, Willie Henderson, Davie Wilson, Jimmy Millar – Ralph Brand, George McLean Cheftrainer: Scot Symon | Frank Haffey – Duncan MacKay, Jim Kennedy, John McNamee, Billy McNeill – Billy Price, Jimmy Johnstone, Bobby Murdoch, John Hughes – John Divers, Frank Brogan Cheftrainer: Jimmy McGrory | Celtic Glasgow |
| Glasgow Rangers                       | 1:0 Ralph Brand (43.) | 1:1 Bobby Murdoch (45.) | Celtic Glasgow |
| Finale                                | | |                |
| 4. Mai 1963 in Glasgow (Hampden Park) | | |                |
| Ergebnis: 1:1 (1:1)                   | | |                |
| Zuschauer: 129.527                    | | |                |
| Schiedsrichter: Tiny Wharton          | | |                |
| Spielbericht                          | | |                |

## Wiederholungsfinale
| Glasgow Rangers                        | Glasgow Rangers | Celtic Glasgow | Celtic Glasgow |
| -------------------------------------- | --- | --- | -------------- |
| Glasgow Rangers                        | \| Finale \| \| 15. Mai 1963 in Glasgow (Hampden Park) \| \| Ergebnis: 3:0 (2:0) \| \| Zuschauer: 120.263 \| \| Schiedsrichter: Tiny Wharton \| \| Spielbericht \|                      | \| Finale \| \| 15. Mai 1963 in Glasgow (Hampden Park) \| \| Ergebnis: 3:0 (2:0) \| \| Zuschauer: 120.263 \| \| Schiedsrichter: Tiny Wharton \| \| Spielbericht \|                      | Celtic Glasgow |
| Glasgow Rangers                        | Billy Ritchie – Bobby Shearer, David Provan, John Greig, Ronnie McKinnon – Jim Baxter, Willie Henderson, Davie Wilson, Jimmy Millar – Ralph Brand, Ian McMillan Cheftrainer: Scot Symon | Frank Haffey – Duncan MacKay, Jim Kennedy, John McNamee, Billy McNeill – Billy Price, Bobby Craig, Bobby Murdoch, John Hughes – John Divers, Stevie Chalmers Cheftrainer: Jimmy McGrory | Celtic Glasgow |
| Glasgow Rangers                        | 1:0 Ralph Brand (7.) 2:0 Davie Wilson (44.) 3:0 Ralph Brand (71.) | | Celtic Glasgow |
| Finale                                 | | |                |
| 15. Mai 1963 in Glasgow (Hampden Park) | | |                |
| Ergebnis: 3:0 (2:0)                    | | |                |
| Zuschauer: 120.263                     | | |                |
| Schiedsrichter: Tiny Wharton           | | |                |
| Spielbericht                           | | |                |